# Fier Shegan
Fier Shegan là một xã trong quận Lushnjë thuộc hạt Fier, Albania. Dân số năm 2005 là 8325 người.